# Kopírovací papír

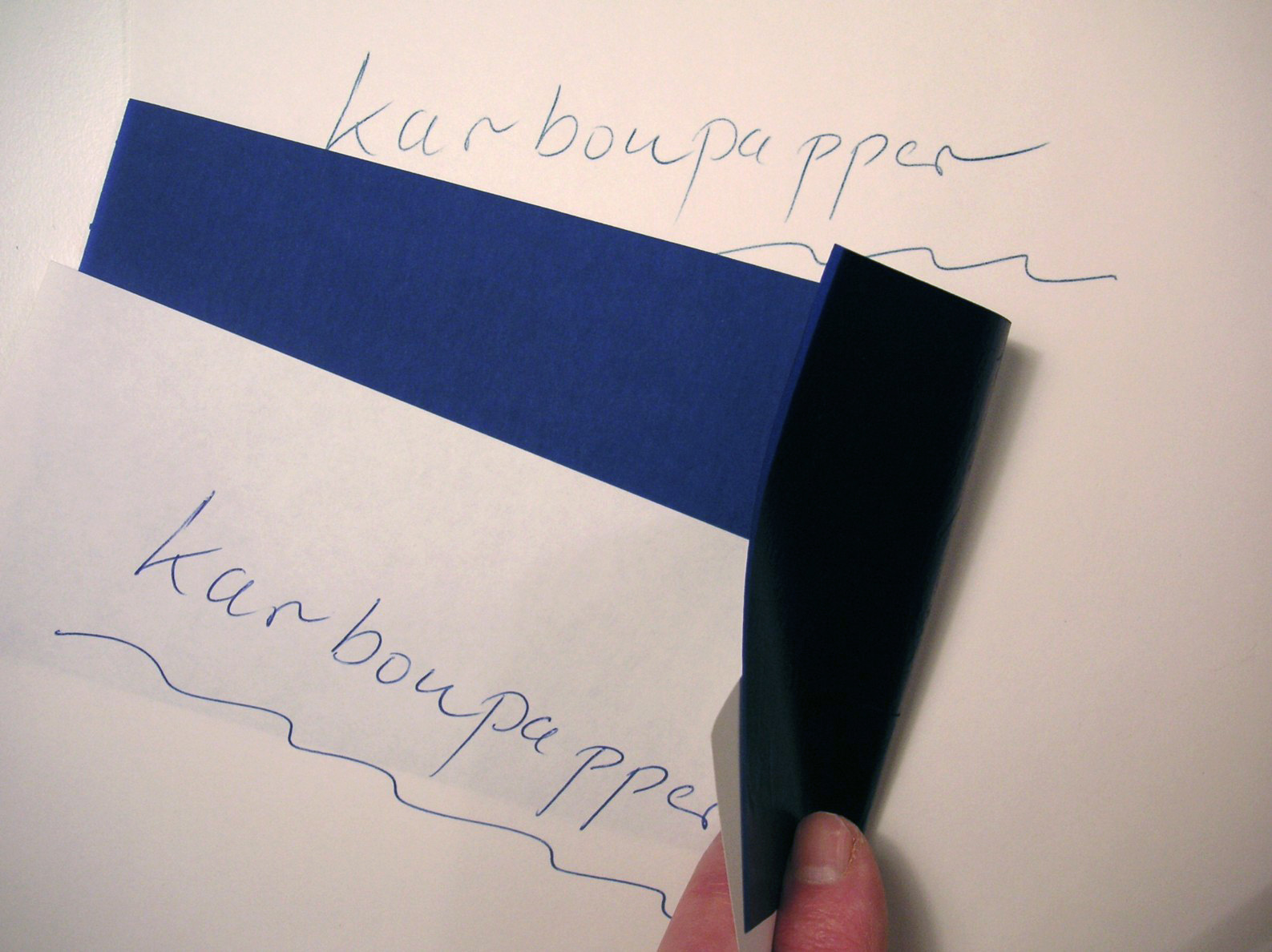
Kopírovací papír

Kopírovací papír, také uhlový papír, kopírák nebo karbon je tenký papír nebo fólie z jedné strany pokrytá černou nebo modrou barvicí vrstvou. Vkládá se mezi dva psací papíry a slouží k tomu, aby na spodním papíru vznikl průpis – kopie toho, co se napíše na svrchní papír. Přenos barvy (propisování) se děje mechanickým tlakem, obvykle úhozy psacího stroje nebo ručním psaním s dostatečným přítlakem. Proto je třeba použít například kuličkové propisovací pero a nikoli běžné plnicí pero.
Průpisový nebo propisovací papír je speciální papír, který umožňuje propisovat bez kopírovacího papíru. Speciální barevná vrstva je umístěna na rubové straně a je překryta ochrannou vrstvou, proto na rozdíl od kopírovacího papíru při neopatrné manipulaci nezanechává skvrny.
Kopírovací a propisovací papír se užívá zejména při ručním vyplňování formuláře. Někdejší potřebu používat kopírovací papír pro další účely doplnily rozmnožovací přístroje a nahradily fotokopírky a počítačové tiskárny.

## Popis
Kopírovací papír se běžně užíval k vytváření kopií při psaní úředních, obchodních i jiných textů na psacím stroji. Při použití tenkých papírů (tzv. průklepových) bylo možné vytvořit najednou šest až devět kopií (průklepů). Tato jednoduchá technika se užívala v tak zvaném samizdatu při rozmnožování cenzurou zakázaných textů. Nejvhodnější byly mechanické psací stroje s elektrickým pohonem, protože měly stejnoměrnou sílu úhozu.
Kopírovací papír se užíval běžně i při vypisování faktury, účtenky a jiného psaného dokumentu, pokud vystavitel potřeboval kopii.
Studenti jej používali při zapisování (propisovačkou) probírané látky nebo přednášek pro spolužáky, kteří se výuky neúčastnili, k rozmnožování zpracovaných maturitních otázek atp.
Pro různé účtenky a drobné doklady se koncem 20. století začaly užívat samokopírovací (bezkarbonové) propisovací papíry, které nemají souvislou barevnou vrstvu, ale jsou na rubové straně pokryty inkoustovými mikrokapslemi, nesmírně jemnými balonky s kapičkami barvy, které se při psaní přenášejí na podložený papír, kde reagují se speciální povrchovou vrstou. Uživatel tedy nemusí vkládat kopírovací papír a nadto si neušpiní ruce.
Kopírovací papír se používal i při počítačovém zpracování a tisku sestav na jehličkových tiskárnách. Teprve u novějších (neimpaktových) tiskáren (laserová, inkoustová, termografická atd.) se mechanické kopírování nedalo použít a nahradilo se opakovaným tiskem. Kopírovací papír se tak používá již jen při speciálních technologiích (např. přenos kresby na sklo při výrobě vitráže) a vyrábí jej jen několik firem na světě.

## Historie
První kopírovací papír vynalezl kolem roku 1801 patrně Pellegrino Turri, italský vynálezce jednoho z prvních psacích strojů, který ho ovšem používal místo pozdější barvicí pásky. Patent na kopírovací papír s voskovou barvicí vrstvou získal Angličan Ralph Wedgwood (1766–1837) roku 1806. Zatímco barvicí vrstva se zpočátku nanášela za horka, v polovině 19. století se objevil postup s nanášením rozpuštěného barviva za studena.

## Propisot
Takzvaný propisot byl (resp. je) založen na zcela jiném principu než kopírovací papír. Užíval se například k vytvoření nadpisu. Nevýhodou bylo, že mezery na řádku tvořil autor dle svého nejlepšího vědomí a svědomí a šikovnosti. Propisot se používal například tehdy, pokud autor nechtěl (nemohl) použít tzv. šablonu (speciální pravítko pro technické písmo a některé grafické prvky), ocelové perko v násadce a tuš.
Propisot je průhledná fólie, na které jsou na rubové straně nanesena písmena a jiné (typo)grafické znaky. Fólie se přikládala na nosič (papír, pauzák…) tak, aby se písmeno přeneslo přesně na místo, kde bylo třeba. Tupou stranou tužky se přejížděním po písmeni (prosvítalo na lícní stranu) písmeno z rubu fólie uvolnilo a přeneslo na nosič. (Někdy se však mohlo „potrhat“, nepřenést celé.) Kromě toho, že autor musel volit vhodný proklad písmen, musel také udržet písmena „na lince“. Za optimálních podmínek mohl text působit jako vytištěný.
Na jedné fólii byla nanesena konkrétní litera (např. k) v počtu, který přibližně odpovídal četnosti liter v českém textu. Když písmeno „došlo“, bylo třeba použít písmeno z další fólie (doběhnout do papírnictví pro další arch). Propisot byl nákladný a užíval se spíše při popisu důležitých technických výkresů, grafických návrhů atp. Propisot používají i v 21. století například modeláři, protože model se potiskuje špatně.
K dispozici byly fólie s patkovým i bezpatkovým písmem vč. číslic, písmem různého řezu, různými znaky atp.